# 金泳墓
金泳墓位于中华人民共和国陕西省西安市雁塔区东姜村，考古时编号为M15。该墓是一座拥有斜坡墓道、带天井的单室土洞墓，亦为首座经系统考古发掘的唐新罗质子墓。

## 背景
新罗是曾存于朝鲜半岛的国家之一，自622年起开始遣使入唐，且新罗是唐朝納質最多、持續時間最長的國家，且来自新罗的质子在諸國質子中地位最高。金泳（747年-794年），新罗人，为金义让（官至紫光禄大夫、试太常卿）之孙，在唐朝即作为质子（其父亦为质子），曾两度作为副使出使新罗，其最高职位为新罗蕃长，负责管理侨民事务，其妻子为偃师县令王千龄之女。两人共生育有九子三女，但到其逝世时仅剩三子一女。逝世后金泳获赠使持节、都督登州诸军事、登州刺史三个官职。

## 结构
金泳墓是首座经系统考古发掘的唐新罗质子墓。该墓拥有斜坡墓道，为带天井的单室土洞墓。因为墓室上部遭到盗扰和现代垃圾坑的破坏，该墓离地表深约4.5米。南北长10.4米、墓室残深4米。其中墓室上部南北长2.7～2.8米、东西宽3.6米、残高2.4米，棺木放置在墓室西侧，该棺长2.2米、宽0.8～1.2米、残高0.6米。

## 出土文物
2022年4月至6月间陕西省文物考古研究所的考古队员对包括金泳墓在内的38处古代遗迹进行了考古发掘，其中金泳墓共出土陶俑、塔式罐、墓志等共83件（组），其中包括陶俑22件（包含镇墓兽、胸像俑、生肖俑等）、陶动物58件（包含骆驼、马、牛、羊等）、开元通宝1组2件和墓志1合。陶俑和陶动物均使用泥质红陶制成。

### 墓志
墓志由青石制成，分为志盖、志面两部分，志盖为盝顶方形，其顶面四周阴刻团云纹和宝相花纹，牡丹纹阴刻于四刹，正中有阴线方格，阴刻篆书“大唐故金府君墓志铭”。志面为正方形，四侧刻有减地团云纹，志面亦阴刻成棋盘格状，内有铭文共557字，同时墓志记载墓主人金泳生平，该墓志是首个经考古发掘出土的在唐新罗人的墓志。

## 研究
目前针对金泳墓的研究仅见于《陕西西安唐新罗质子金泳墓发掘简报》和《唐新罗质子金泳墓志考略》两文中，在《唐新罗质子金泳墓志考略》中认为，虽唐代四夷质子中有袭质现象（即长期居唐，世代为质），但新罗似乎未有。安史之乱期间的交流中断导致唐朝朝廷任命金泳及其父亲为质子，处理唐与新罗关系。